# Beatrice de Suabia
Beatrice de Suabia (n. aprilie/iunie 1198, Worms – d. 11 august 1212, Nordhausen, Turingia) a fost împărăteasă a Sfântului Imperiu Roman timp de trei săptămâni prin căsătoria cu împăratul Otto al IV-lea.

## Biografia
Beatrice a fost fiica cea mare a regelui romano-german Filip de Suabia din dinastia Hohenstaufen și a soției sale Irina Angelina, fiica împӑratului bizantin Isaac al II-lea Angelos. În 1203 tatăl ei a propus papei Inocențiu al III-lea. ca Beatrice să se logodească cu nepotul acestuia. Gestul a fost o încercare de a realiza o reconciliere între Casa de Hohenstaufen și papalitate care a eșuat. În 1208, Filip a oferit căsătoria cu fiica sa adversarului său, regele Otto al IV-lea din dinastia Welfilor. El a încercat astfel să facă pace cu adversarul pe care îl învinsese la Wassenberg în 1206 după zece ani de conflicte. Otto al IV-lea a acceptat oferta de a se căsători cu Beatrice abia după asasinarea lui Filip de Suabia în iunie 1208 și moartea reginei Irina Angelina la nașterea prematură a celui de-al optulea copil în august al aceluiași an. Fiind copil încă, Otto a fost logodit cu Beatrice în 1209.
Ea se înrudea prin bunicul ei, Frederic I Barbarossa, și prin străbunica ei, Iudita de Welf, cu străbunicul, Henric cel Negru din familia Welfilor care era și străbunicul lui Otto al IV-lea, prin tatăl său, Henric Leul, și bunicul său Henric al X-lea de Bavaria. Datorită acestei relații, pentru căsătoria celor doi era necesară o dispensă papală, care a fost acordată pe 24 mai 1209. În schimbul dispensei papa a cerut finanțarea construirii a două biserici. Deoarece Otto era, ca și celălalt străbunic al său, Lothar de Supplinburg, apropiat călugărilor cistercieni, el a făcut donații bisericii Mănăstirii Walkenried (fondată în 1127, biserica nouă gotică fiind construită din 1209) și bisericii Mănăstirii Riddagshausen (fondată în 1145, biserica nouă fiind construită în 1216).

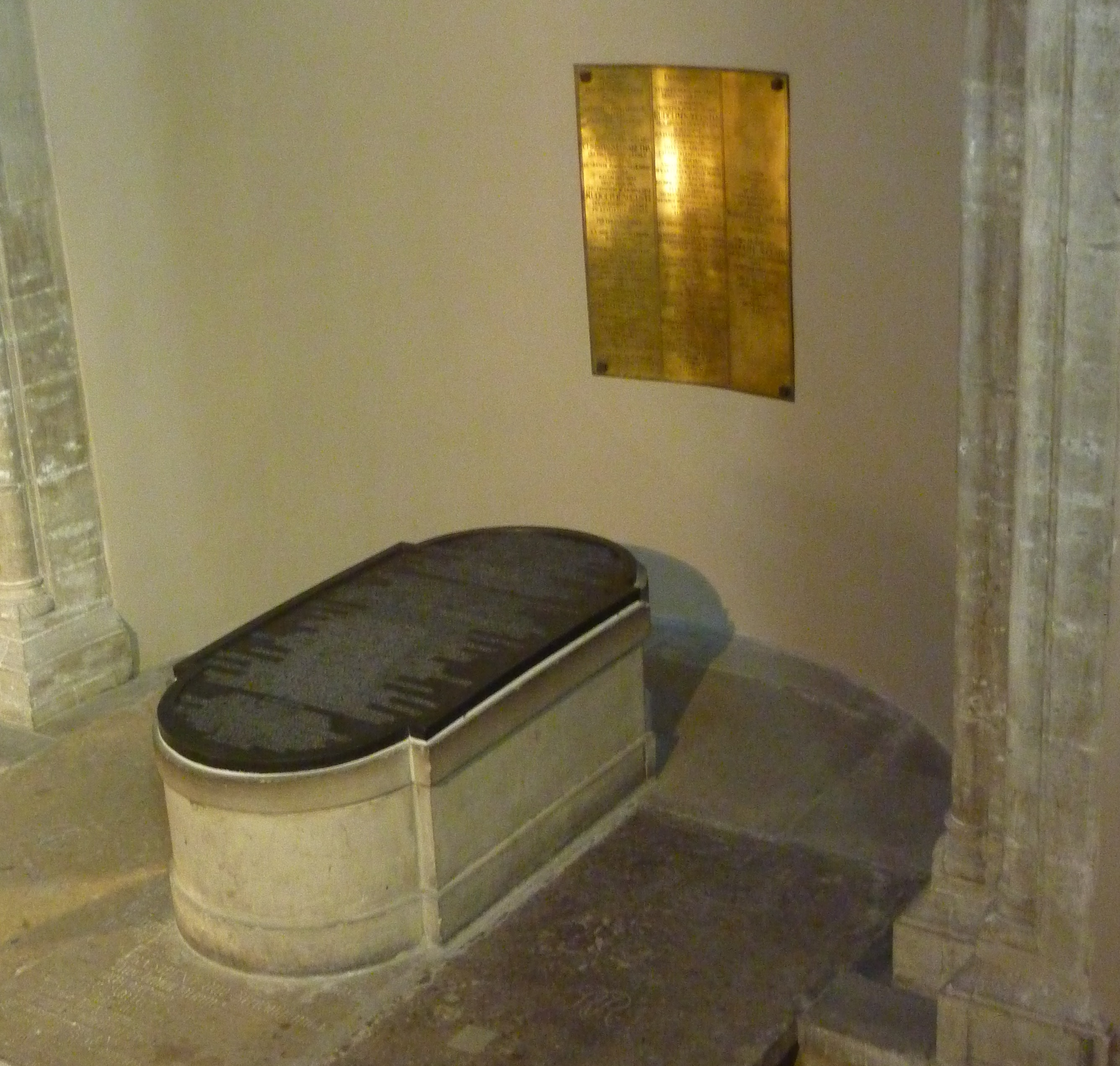
Mormântul familiei Welfilor în Catedrala din Brunswick

Abia pe 22 iulie 1212 împăratul Otto al IV-lea s-a căsătorit cu tânăra de 14 ani în Nordhausen. Căsătoria cu nepoata lui Barbarossa a servit la legitimarea domniei lui Otto după ce cu un an înainte Frederic al II-lea, nepotul lui Barbarossa și fiul lui Henric al VI-lea, fusese ales antirege și era deja pe cale să-și impună pretențiile de regent în Suabia. Când Otto a ajuns al Konstanz, Beatrice murise deja, 21 de zile după nunta lor. Ca urmare, Otto și-a pierdut susținătorii ce erau fideli familiei Hohenstaufen.
Beatrice a fost înmormântată în Catedrala Sf. Blasii din Braunschweig, la fel ca soțul ei Otto al IV-lea care a murit la șase ani după ea. Mormântul cuplului imperial s-a aflat inițial lângă mormântul părinților lui Otto, Henric Leul și Matilda, iar la aniversarea încoronării lui Otto ca împărat, o placă comemorativă a fost plasată pe podeaua catedralei. Din 1707 când ducele Anton Ulrich von Braunschweig-Wolfenbüttel a reînhumat rămășițele strămoșilor săi într-un mormânt din piatră calcaroasă în absida nordică a catedralei, acolo se află și rămășițele lui Otto al IV-lea și ale Beatricei.